# میرزا محمدحسین صدرایی
میرزا محمد حسین صدرایی معروف به مؤید الملک از سیاستمداران ایرانی بود، که در دوره پنجم به عنوان نمایندهٔ دماوند در مجلس شورای ملی حضور داشت.